# الاشتراكيون الديمقراطيون الأمريكيون
الاشتراكيون الديمقراطيون الأمريكيون (بالإنجليزية: The Democratic Socialists of America)‏ (DSA) هي منظمة اشتراكية عمالية غير ربحية في الولايات المتحدة، وتتراوح آراء أعضائها الإيديولوجية من الديمقراطية الاشتراكية وحتى الاشتراكية الديمقراطية. تأتي جذورها من الحزب الاشتراكي الأمريكي (SPA)، الذي كان أبرز زعمائه يوجين في. ديبس، ونورمان توماس، ومايكل هارينغتون. وفي عام 1973، أسس هارينغتون، زعيم فصيل الأقلية الذي عارض تحول الحزب الاشتراكي الأمريكي إلى منظمة الديمقراطيين الاشتراكيين بالولايات المتحدة خلال المؤتمر الوطني للحزب في عام 1972، لجنة التنظيم الاشتراكية الديمقراطية (DSOC). وقد أصبحت لجنة التنظيم الاشتراكية الديمقراطية، التي وصفها هارينغتون بأنها «بقايا البقايا»، في وقت وجيز أكبر جماعة اشتراكية ديمقراطية في الولايات المتحدة. وفي عام 1982، اختلطت بالحركة الأمريكية الجديدة (NAM)، وهي ائتلاف من المفكرين الذين تنتمي جذورهم إلى حركات اليسار الجديد في ستينات القرن العشرين، وأعضاء سابقون من الأحزاب الاشتراكية والشيوعية لليسار القديم.
بداية، كانت المنظمة تتكون مما يقرب من 5000 من أعضاء لجنة التنظيم الاشتراكية الديمقراطية السابقين و1000 من أعضاء الحركة الأمريكية الجديدة. ولدى تأسيس منظمة الاشتراكيين الديمقراطيين الأمريكيين، انتخب كل من هارينغتون والنسوية الاشتراكية المؤلفة باربرا إرينريك للتشارك في رئاسة المنظمة. لا يرشح الاشتراكيون الديمقراطيون الأمريكيون مرشحين في الانتخابات، ولكنهم بدلًا من ذلك «يناضلون من أجل إصلاحات في الحاضر من شأنها أن تضعف قوة الشركات وتزيد من قوة العاملين». وقد أيدت المنظمة في بعض الأحيان مرشحين رئاسيين ديمقراطيين، منهم والتر مونديل، جيسي جاكسون، جون كيري، باراك أوباما، بيرني ساندرز، وكذلك مرشح حزب الخضر رالف نادر.
يعتبر الاشتراكيون الديمقراطيون الأمريكيون أكبر منظمة في الولايات المتحدة. واعتبارًا من يناير 2021، ازداد الأعضاء إلى أكثر من 92,000 عضو، ووصل عدد الأفرع المحلية إلى 181. ومنذ ديسمبر 2017، وصل متوسط عمر الأعضاء إلى 33 عامًا، مقارنة بـ 68 عامًا في 2013. وفي نوفمبر 2018، انتخب اثنان من أعضاء منظمة الاشتراكيين الديمقراطيين الأمريكيين، ألكساندريا أوكاسيو كورتيز ورشيدة طليب، لمجلس النواب الأمريكي كمرشحتين ديمقراطيتين. وقد انتخب 11 للمجالس التشريعية للولايات. وفي نوفمبر 2020، انتخبت أوكاسيو كورتيز ومعها طليب مرة أخرى لمجلس النواب، وانضم لهما عضوان آخران من الاشتراكيين الديمقراطيين الأمريكيين، وهما كوري بوش وجمال بومان، كمرشحين ديمقراطيين أيضًا.

## تاريخ
بتأسيسها في عام 1981 بدمج لجنة التنظيم الاشتراكية الديمقراطية والحركة الأمريكية الجديدة، فإن منظمة الاشتراكيين الديمقراطيين الأمريكيين منظمة غير ربحية تخضع للقسم 501 (ج) من قانون الإيرادات الداخلية. ولدى تأسيسها، قيل إنها تتكون من 5000 عضو من لجنة التنظيم الاشتراكية الديمقراطية، إضافة إلى 1000 من الحركة الأمريكية الجديدة.
خدمت دوروثي راي هيلي كنائبة رئيس مجلس في عام 1982.
ورثت منظمة الاشتراكيين الديمقراطيين الأمريكيين إرث اليسار القديم والجديد. فقد كانت الحركة الأمريكية الجديدة وريثة منظمة طلاب من أجل مجتمع اشتراكي المنحلة. وأسست لجنة التنظيم الاشتراكية الديمقراطية في عام 1973 من تكتل أقلية سياسي مناهض لحرب فيتنام في الحزب الاشتراكي الأمريكي، الذي أعيدت تسميته ليصبح الديمقراطيون الاشتراكيون بالولايات المتحدة. بدأت لجنة التنظيم الاشتراكية الديمقراطية بـ 840 عضوًا، 2% منهم خدموا في مجلسها الوطني، ونحو 200 منهم أتوا من الديمقراطيين الاشتراكيين بالولايات المتحدة أو أسلافه (الحزب الاشتراكي والاتحاد الديمقراطي الاشتراكي، واللذان كانا جزءًا من الحزب الاشتراكي الأمريكي) في عام 1973، حين بدأ الديمقراطيون الاشتراكيون بالولايات المتحدة عضويتهم بـ 1800 عضو وفقًا لملف تعريف بهارينغتون في عام 1973.
اتخذت منظمة الاشتراكيين الديمقراطيين الأمريكيين الوردة الحمراء جزءًا من شعارها، فقد اعتبرت تقليديًا رمزًا للاشتراكية منذ قضايا هايماركت في عام 1886 ومسيرات يوم مايو منذ القرن التاسع عشر، وحتى يومنا هذه. وقد رسمت من شعار سالفتها، لجنة التنظيم الاشتراكية الديمقراطية، والذي كان يخص قبل ذلك المنظمة الاشتراكية الدولية، والذي يظهر قبضة تمسك بوردة حمراء، وقد استبدلت القبضة بمصافحة أيدٍ ثنائية العرق، توضح مناهضة العنصرية الشديدة لدى الاشتراكيين الديمقراطيين الأمريكيين.
صُمم شعار الوردة والقبضة في الأصل من قبل ديدير موتشين وآخرون لصالح الحزب الاشتراكي الفرنسي الجديد الذي أسس في عام 1971، وقد شاركوه فيما بعد مع المنظمات السياسية الاشتراكية والعمالية على مستوى العالم. في السياسة الانتخابية، ارتبطت منظمة الاشتراكيين الديمقراطيين الأمريكيين بقوة بموقف مايكل هارينغتون القائل بأن «الجناح اليساري للواقعية يتواجد اليوم في الحزب الديمقراطي». وفي سنواتها الأولى عارضة المنظمة المرشحين الجمهوريين للرئاسة بدعمها الحاسم لمرشحي الحزب الديمقراطي، مثل والتر مونديل في عام 1984. وفي عام 1988، دعمت منظمة الاشتراكيين الديمقراطيين الأمريكيين بحماس الحملة الرئاسية الثانية لجيسي جاكسون. ومنذ عام 1995، كان موقف منظمة الاشتراكيين الديمقراطيين الأمريكيين من السياسة الأمريكية الانتخابية أن «الاشتراكيين الديمقراطيين يرفضون النهج ثنائي الخيارات لبناء الائتلاف الانتخابي، والذي يركز فقط على حزب جديد أو إعادة الاصطفاف داخل الحزب الديمقراطي». وفي تسعينات القرن العشرين، قيمت منظمة الاشتراكيين الديمقراطيين الأمريكيين إدارة كلينتون تقييمًا إجماليًا هو C-، أي أقل من مرضٍ.